# Dravinja
Dravinja (německy Drann) je řeka v severovýchodním Slovinsku, pravostranný přítok řeky Drávy a také její přítok nejdelší. Jako vodní tok dlouhý 73 km je devátou nejdelší řekou v zemi. Protéká přes celé Dolní Štýrsko.

## Název

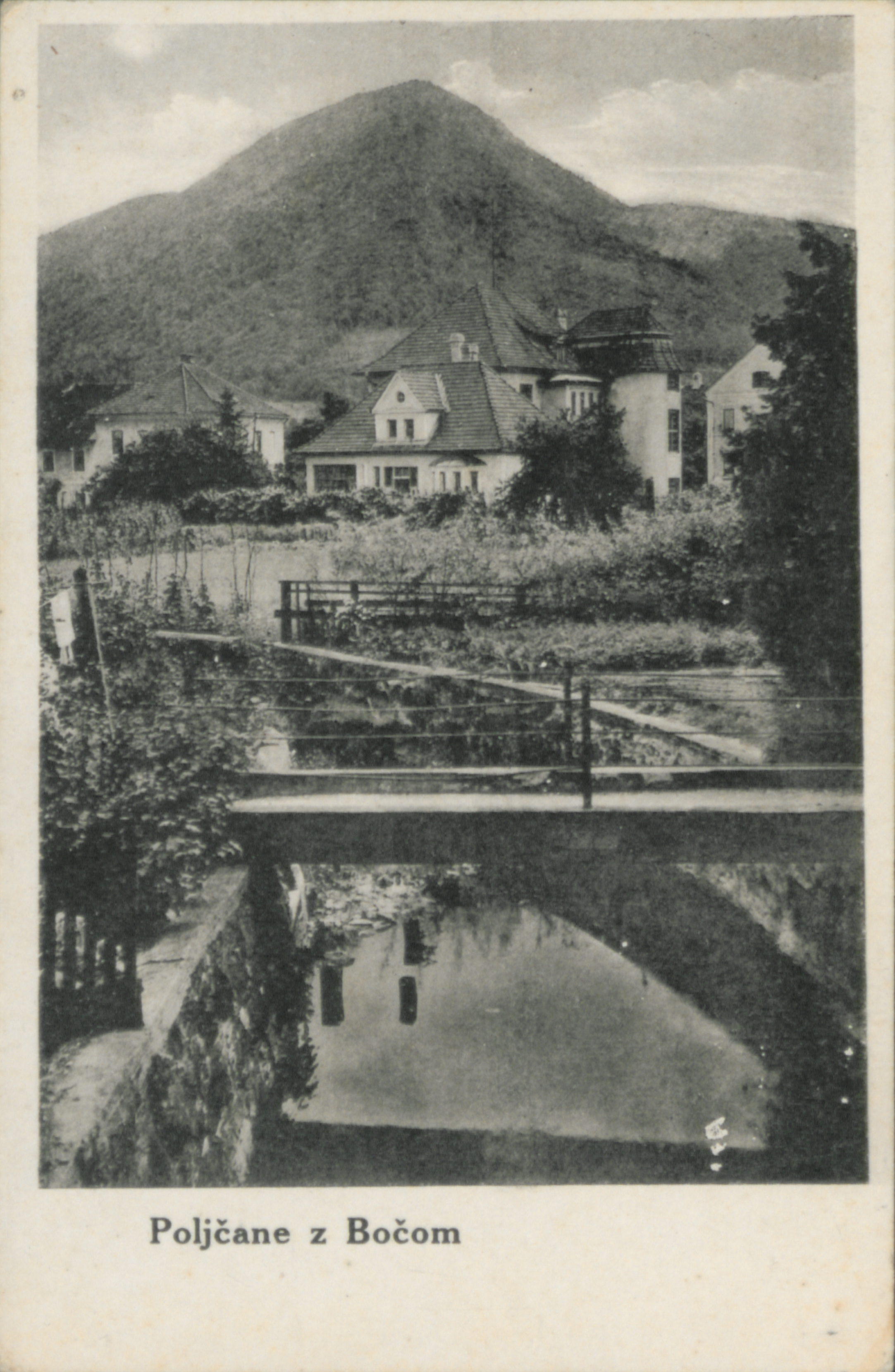
Řeka Dravinja v obci Poljčane na fotografii z roku 1932

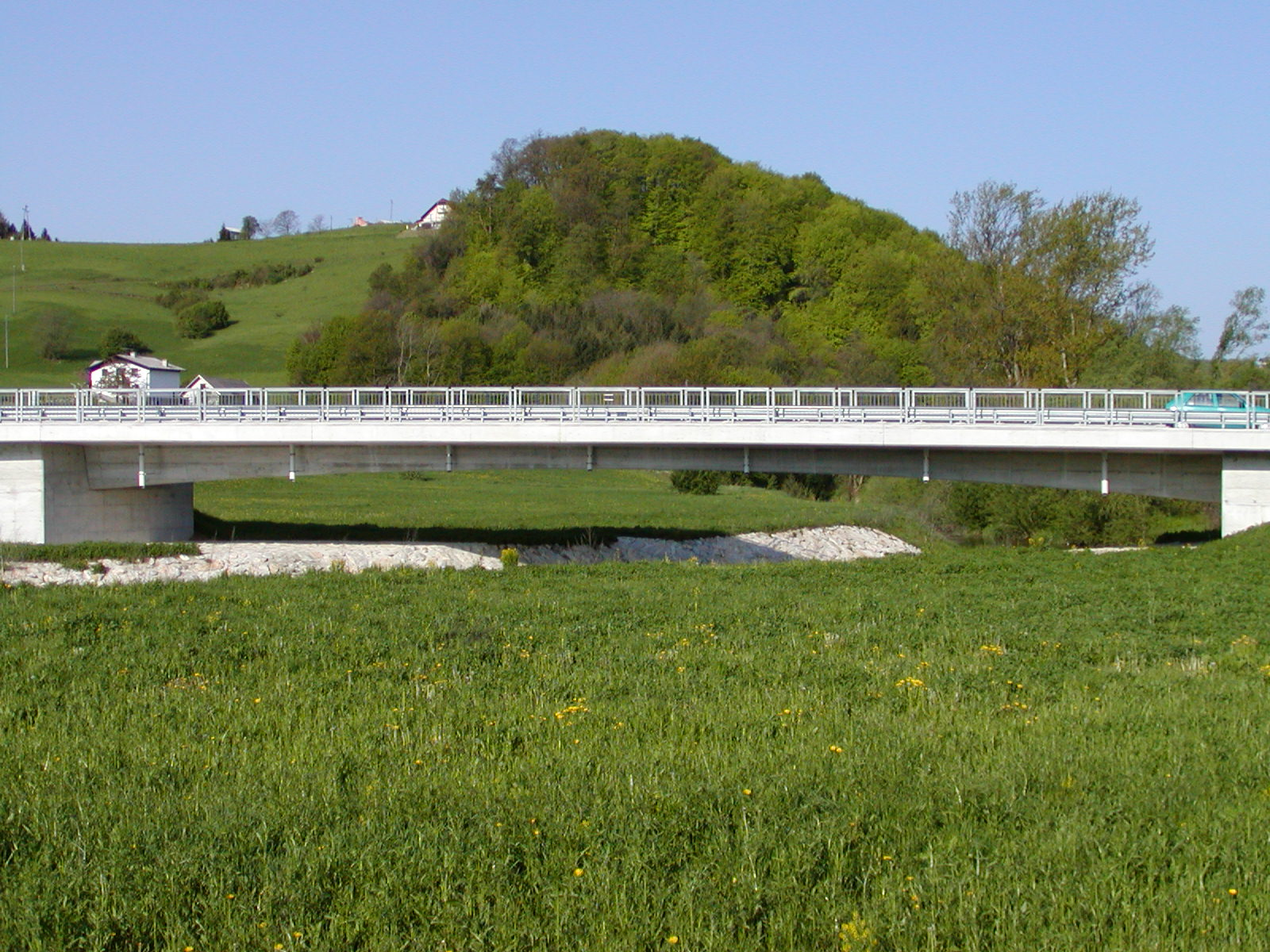
Most přes řeku Dravinji

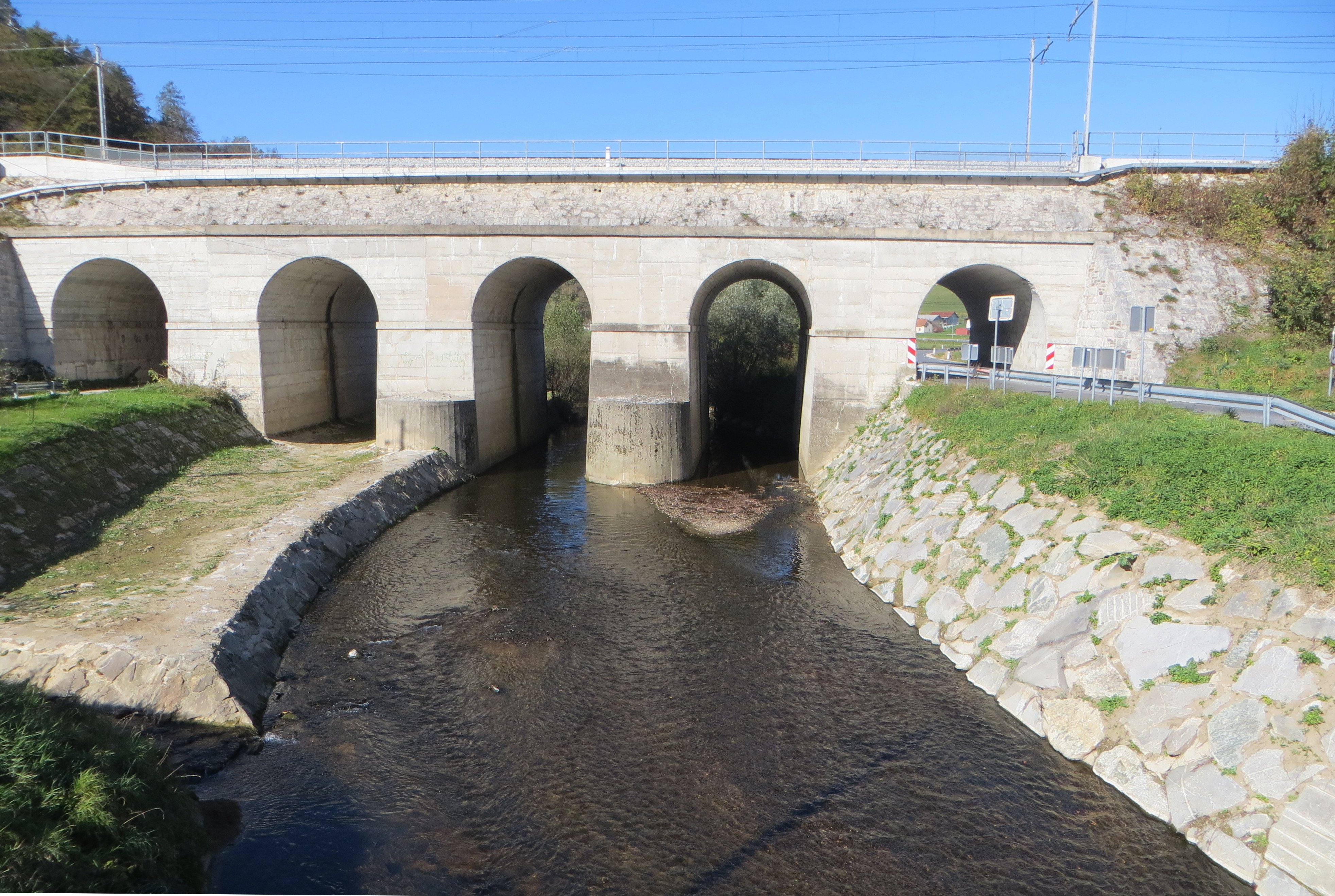
Železniční viadukt přes řeku Dravinji v obci Zbelovska Gora

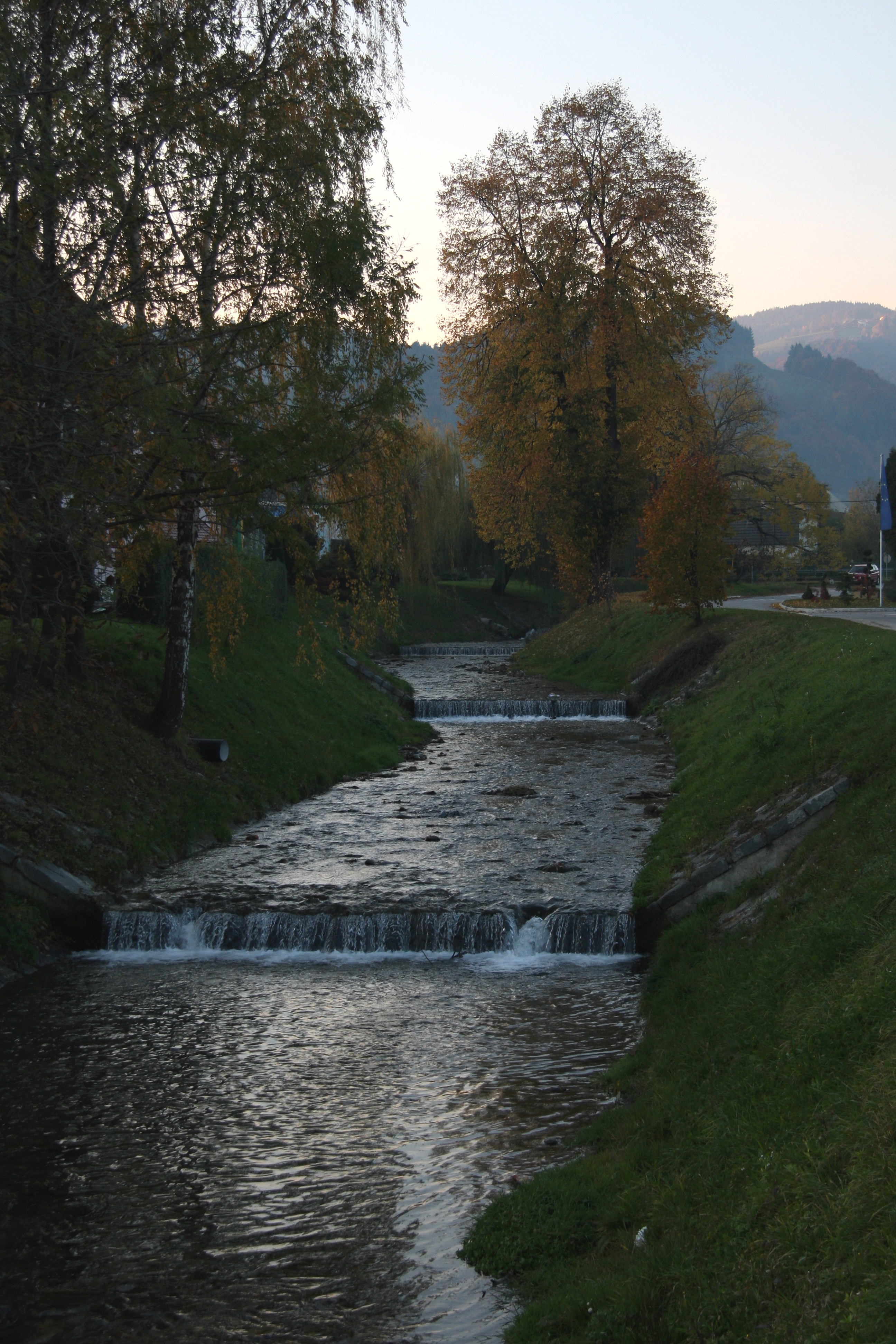
Dravina ve městě Zreče

S vysokou pravděpodobností název Dravinja (zdrobnělina názvu řeky Drávy) vznikl odvozením od známějšího a delšího toku. Není zcela jasné, jak ke vzniku názvu, resp. deminutiva v tomto případě došlo. Nabízí se analogie s řekou Sávou a říčkou Savinja. V němčině lze dohledat stejný vztah: jako Drau/Drann a Sau/Sann. V dávných dobách zněl název řeky Dravьna a vokalizací jeru došlo k vzniku současného názvu. Ve starých pramenech se objevuje řeka pod různými názvy, např. Trevvina (977), Trewina (984), Trevina (1178 a 1199), die Tren (1306), die Trevn (1235), die Treen (1442), die Traan (1473), die Trann (1500) atd. 
Na mapách prvního vojenského mapování z konce 18. století se objevuje pod německým názvem Drau Bach, který opět odkazuje na zmíněné deminutivum v názvu. V mapách vojenského mapování druhého a třetího bylo užito německé toponymum Trann Fl./Drann Fl. V té době se tak již německý název ustálil do dnešní podoby.

## Průběh toku
Řeka pramení v pohoří Pohorje v jižně od vesnice Rogla (Lyžařské středisko Rogla), jihovýchodně od vrcholu Kraguljišče, na jeho svahu. Nadmořská výška prameniště činí 1159 m n. m. Nejprve teče na jihovýchod přes obec Loška Gora jako horská bystřina. Hora stéká údolím, které tvoří pevné horniny (např. rula).
Dále se před městem Zreče dolina řeky rozevírá. Dravinja zde získává charakter malého toku v rovinatější krajině. Koryto řeky je odtud do jisté míry regulované a nachází se na něm velké množství malých hrází a jezů, které mají umožňovat zadržení jistého množství vody. Řeka teče tzv. třetihorními sedimenty a později oblastí, kde se vyskytuje hojně opuka.
Od města Slovenske Konjice pokračuje dále na východ, její koryto je přirozené a prosté rozsáhlejších stavebních úprav. Bylo zjištěno, že v původní podobě zde má šířku až sto metrů. Dále řeka podchází dálnici A1 a za vesnicí Draža vaš u kopce Vrhek přibírá potok Oplotniščica. Tady je údolí částečně regulováno. Opět pokračuje na jih až k obci Loče, odkud teče zase na východ relativně širokým a zemědělsky využívaným údolím. U vesnice Pečke a hradu Štatenberg přibírá říčku Ložnica. Dále na východ řeka volněji meandruje a tvar meandrů kopíruje i její široké údolí (např. okolo vesnic Breg, Zgornja Pristava apod.). 
U vesnice Tržec se údolí rozevírá do Drávského pole a říčka podchází dálnici A4. Jižně od ní se rozkládá pohoří Haloze. Ve stejné obci se také nachází malá vodní elektrárna. Druhá potom stojí u obce Pecelj. V rovné krajině se okolo Dravinji formují lužní lesy, nicméně řeka je zde do jisté míry regulovaná a její tok je částečně napřímen. 
U vesnice Dravci se vlévá do řeky Drávy. Ústí se nachází na území přírodního parku Šturmovec; není přístupné, je ale viditelné z pláže na řece Drávě po proudu. 

## Sídla ležící u břehu řeky
V blízkosti řeky Dravinji se nacházejí následující města a vesnice:
Rogla, Resnik, Boharina, Zreče, Radana vas, Dobrovlje, Gabrovlje, Dobrava pri Konjicah, Škalce, Slovenske Konjice, Breg pri Konjicah, Prežigal, Nova vas pri Konjicah, Spodnja Pristava, Draža vas, Podob, Mali Breg, Loče, Mlače, Penoje, Zbelovo, Podpeč ob Dravinji, Spodnje Laze, Ljubično, Lušečka vas, Čadramska vas, Zgornje Poljčane, Spodnje Poljčane, Podboč, Studenice, Novake, Krasna, Modraže, Globoko ob Dravinji, Stranske Makole, Makole, Varoš, Strug, Koritno, Lešje, Breg, Majšperk, Skrblje, Stogovci, Slape, Doklece, Bolečka vas, Zgornja Pristava, Popovci, Gorca, Jurovci, Tržec, Majski Vrh, Dravinjski Vrh, Videm pri Ptuju, Vareja, Dravci

## Přítoky
Levostranné přítoky: Ločnica, Oplotniščica (největší přítok), Ličenca, Brežnica, Ložnica a Polskava.
Pravostranné přítoky: Ljubnica, Koprivnica, Žičnica, Bela, Skralska, Jesenica, Peklača a Rogatnica.

## Historie
Údolí dnešní řeky bylo osídlené již v dávnověku. V 19. století byly provedeny nalezeny předměty, které dokázaly přítomnost člověka v této lokalitě.
Původně zalesněné široké údolí řeky bylo vykáceno (vyžďářeno) během dávné zemědělské kolonizace. Mnohé zbylé stromy, především listnaté, byly potom ničeny během období rozvoje průmyslu, čímž vzniklo hustě osídlené ale viceméně holé údolí řeky.
Na mapách zmíněného prvního vojenského mapování je řeka vyobrazena v původním neregulovaném stavu se širokými údolím a rozsáhlými záplavovými loukami. Jižně od dnešního města Slovenske Konjice se v blízkosti vesnice Breg pri Konjicah nacházel velký ostrov (později zanikl). Je zajímavé, že se soutok Dravinje a Drávy nacházel v této době také jinde než nyní, a to v blízkosti vsi Pograjena, o několik kilometrů více na západ. Podle map vojenského mapování druhého se přesunul na východ, nicméně až regulace řeky Drávy jej ustálila do současného bodu a řeku Dravinji tím o několik kilometrů prodloužila.
Využití řeky bylo diktováno způsobem obživy lidí, kteří žili v okolní krajině. Na horním toku stálo velké množství pil, kde bylo zpracováváno dřevo z lesů v horách. Několik dalších pil a mlýnů stálo i na středním toku řeky. Původní pily z 19. století existovaly ještě až do poloviny století dvacátého, buď ale zanikly nebo se domy zhroutily. Řeka umožnila rozvoj průmyslu v regionu a některé továrny na ní stojí dodnes. Železniční trať, která již údolím Dravinji nevede, byla postavena přímo ve směru toku řeku od města Slovenske Konjice až po obec Zbelovo.
Jako řeka, která způsobuje značné množství záplav (1926, 1964, 1973 a 1998, 2023) byla částečně regulována a to mezi městy Zreče a Slovenske Konjice v délce 29 km. Učiněno tak bylo v roce 1974 po zničujících záplavách v roce předchozím. Dopad této úpravy je sporný; někde vlivem sníženého odtoku vody do krajiny naopak riziko povodně vzrostlo, jinde pokleslo. Další úsek, který byl regulován, se nachází nedaleko ústí Dravinjy do Drávy. Kde řeka regulována není se naopak nacházejí přirozené pláže a lze vypozorovat typické meandrování vodního toku. Riziko velkých povodní je zde i přesto značné; slovinská vláda ve spolupráci s EU financují opatření na snížení dopadů velké vody.

## Vodní režim
Množství vody v Dravinji ovlivňují především přívalové deště na horním toku. Její režim není možné jasně definovat, ačkoliv pro dolní tok řeky se používá obecně model nížinné řeky. První vrchol množství vody je zaznamenán v listopadu a v prosinci a druhhý potom v břehu a dubnu. V prvním případě jsou spouštěčem srážky v horách a v druhém uvedeném potom jarní tání. Naopak v měsíci srpnu je zde výrazné minimum; v červnu a červenci jsou naopak srážky vyšší a tedy i vyšší průtok. Řeka má díky velkým spádům vyšší průtok na svém horním toku (21,2 litrů za sekundu na km2 ve Zreče) než v dolní části (13,6 litrů za sekundu na km2 ve Videmu. Neurčitý vodní režim znamená, že povodně se zde mohou vyskytovat kdykoliv v průběhu roku.
Na svém ústí do Drávy průměrný průtok dosahuje hodnoty 0,9 m/s. Jak již bylo zmíněno, Dravinja často způsobuje povodně. Kromě již uvedených velkých zde ale bývají malé každý rok, většinou ale v tomto případě zaplaví maximálně říční nivy v jejich nejnižší části. 
Na dolním toku jsou proto jednotlivé vesnice zbudovány dále od řeky a údolí bylo ponecháno jako louky nebo pole, případně je zarostlé různými stromy a keři např. v podobě lužních lesů. Povodňová oblast okolo řeky Dravinje má rozlohu zhruba 6500 ha a je druhou největší na území Slovinska. Zahrnuje oblast od města Slovenske Konjice až k ústí do Drávy.
| Měřící stanice | Nejnižší průtok (datum) | Nejvyšší průtok (datum) | Průměrný průtok v letech 1981–2010 |
| -------------- | ----------------------- | ----------------------- | ---------------------------------- |
| Zreče          | 0,1 (19. 8. 2012)       | 21,0 (5. 11. 1998)      | 0,88                               |
| Makole         | 0,43 (13. 8. 2003)      | 124,1 (18. 9. 2010)     | 4,76                               |
| Videm          | 0,48 (30. 8. 2003)      | 278,3 (19. 9. 2010)     | 11,16                              |

## Fauna a flóra
V Dravinji kdysi žilo velké množství ryb, do současné doby se dochovaly populace jen omezené. Jedná se např. o pstruha obecného (latinsky Salmo trutta), dále potom Ostroretka stěhovavá (latinsky Chondrostoma nasus nasus), nebo potom sumec velký (latinsky Silurus glanis), parma obecná (latinsky Barbus barbus), plotice obecná (latinsky Plotice obecná) apod. 

## Využití
Řeka je využívána jen velmi málo pro výrobu elektrické energie; stojí na ní dvě zmíněné malé vodní elektrárny. Význam má pro zavlažování a vypouštěny jsou do ní odpadní vody, většinou z domácností, nikoliv tak z průmyslu.

## Znečištění
Do řeky jsou, resp. v minulosti byly vypouštěny i odpadní vody z různých továren. Na svém horním toku byla vždy nicméně velmi čistá a byl zde značný počet ryb. Na toku dolním byla špatná kvalita vody způsobena kombinací tohoto vypouštění s nízkým průtokem, a to hlavně v létě. Modernizace průmyslu a především závodu ve Slovenských Konjicích nicméně snížila toto riziko a dnes je dle národních předpisů řeka ve velmi dobrém stavu. Svůj vliv na kvalitu vody nicméně má znečištění (užívání hnojiv apod.). Ve třetí dekádě 21. století proto Evropská unie financovala výstavbu čističek odpadních vod s cílem snížit zátěž místního ekosystému právě v tomto směru. Probíhá také obnovování fondu ryb v řece.
Řeka je chráněna v rámci sítě Natura 2000. Mezi pamětihodnosti v okolí patří řada hradů, přímo na řece potom např. Mlýn Pečtink, který je zapsán jako kulturní památka.

## Turistika a rekreace
Podél středního a horního toku řeky je vedena cyklostezka. Je vedena zčásti po trase bývalé železniční trati. Okolo řeky se nenacházejí žádné větší rekreační areály nebo lokality, s výjimkou několika bazénu a sportovních zařízení v řadě obcí.
Podle řeky se jmenuje fotbalový klub ND Dravinja ze Slovinských Konjic.